# Клірв'ю (Оклахома)
Клірв'ю (англ. Clearview) — місто (англ. town) в США, в окрузі Окфаскі штату Оклахома. Населення — 41 особа (2020).

## Географія
Клірв'ю розташований за координатами 35°23′50″ пн. ш. 96°11′27″ зх. д. / 35.39722° пн. ш. 96.19083° зх. д. (35.397093, -96.190781).  За даними Бюро перепису населення США в 2010 році місто мало площу 0,45 км², уся площа — суходіл.

## Демографія
Згідно з переписом 2010 року, у місті мешкало 48 осіб у 18 домогосподарствах у складі 13 родин. Густота населення становила 107 осіб/км².  Було 28 помешкань (63/км²).
Расовий склад населення:
| - 75,0 % — чорних або афроамериканців - 14,6 % — білих - 6,3 % — корінних американців |

До двох чи більше рас належало 4,2 %. Частка іспаномовних становила 0,0 % від усіх жителів.
За віковим діапазоном населення розподілялося таким чином: 31,2 % — особи молодші 18 років, 43,8 % — особи у віці 18—64 років, 25,0 % — особи у віці 65 років та старші. Медіана віку мешканця становила 42,0 року. На 100 осіб жіночої статі у місті припадало 108,7 чоловіків;  на 100 жінок у віці від 18 років та старших — 120,0 чоловіків також старших 18 років.
За межею бідності перебувало 53,1 % осіб, у тому числі 66,7 % дітей у віці до 18 років та 55,6 % осіб у віці 65 років та старших.
Цивільне працевлаштоване населення становило 6 осіб. Основні галузі зайнятості: освіта, охорона здоров'я та соціальна допомога — 83,3 %, науковці, спеціалісти, менеджери — 16,7 %.